# Акатлан (Идальго)
Акатлан (исп. Acatlán) — город в Мексике, входит в штат Идальго. Население 405 человек.

## История
Город основан в 1518 году. Главная достопримечательность города — построенный в XVI веке монастырь «San Miguel». Он частично разрушен, но с 1980 года предпринимаются попытки восстановить его.

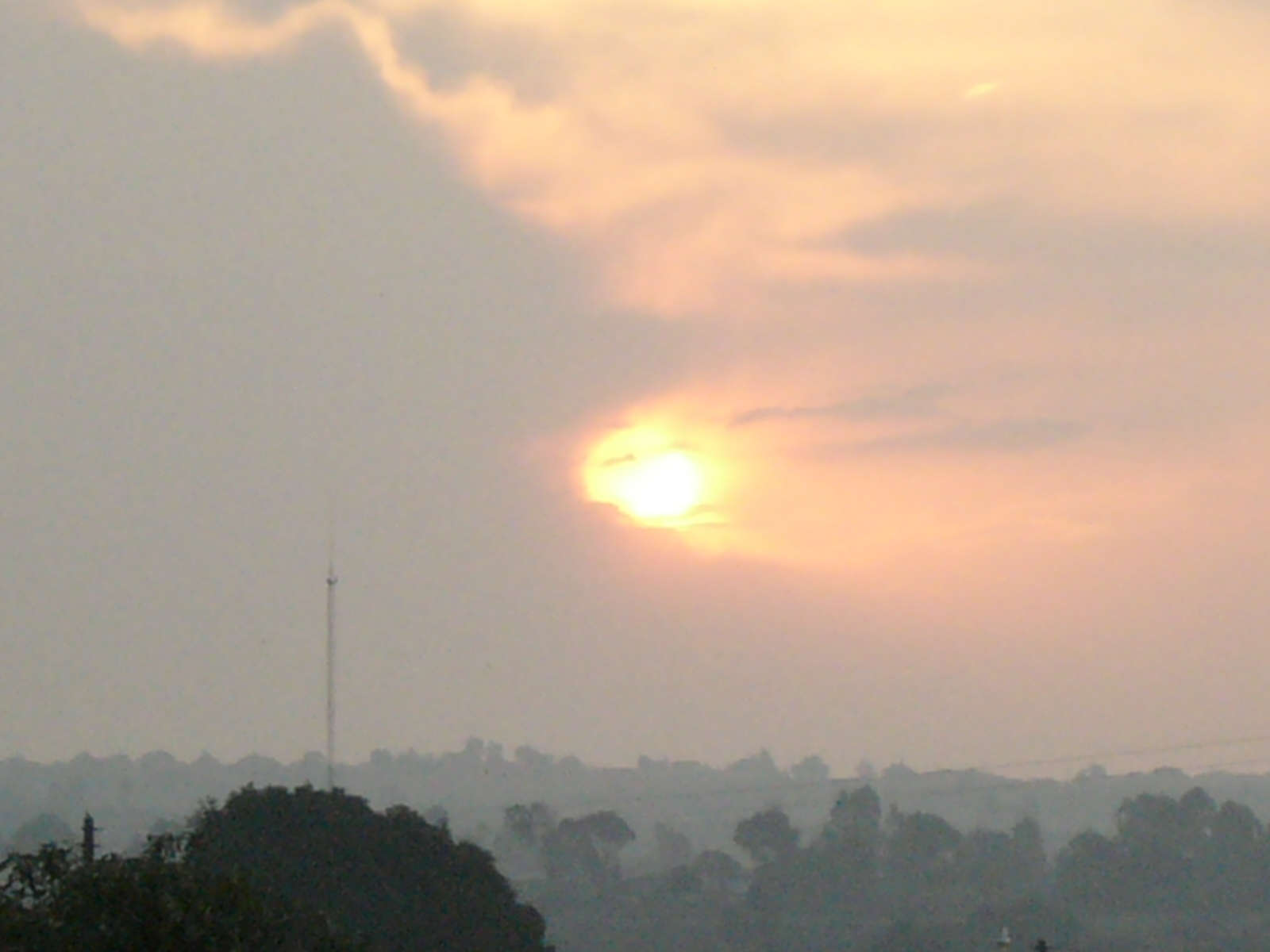
Акатлан (Идальго)